# Nazilli
Nazilli è una città della Provincia di Aydın, in Turchia.